# Donald Richard Herriott
Donald Richard Herriott (Rochester (Nova Iorque), 4 de fevereiro de 1928 — 8 de novembro de 2007) foi um físico estadunidense. Em 1960 foi um dos inventores do Laser a gás.
Filho de William e Lois (Denton) Herriott. Após servir na Marinha dos Estados Unidos, estudou física na Universidade Duke e depois óptica na Universidade de Rochester. Em 1960 inventou, juntamente com seus colegas Ali Javan e William Ralph Bennett, o primeiro Laser a gás, um Laser de hélio-neon.